# Giovanni Confalonieri
Giovanni Confalonieri (Besana in Brianza, 31 gennaio 1952) è un politico italiano.

## Biografia
Laureato in Lettere moderne all'Università degli Studi di Milano. Segretario regionale di Democrazia Proletaria in Lombardia dal 1983 al 1991 (dal 1985 al 1995 è anche consigliere comunale a Besana in Brianza) e successivamente di Rifondazione Comunista fino al 2000, è consigliere regionale lombardo dal 2000 al 2005 e capogruppo.
Candidato ed eletto Senatore alle elezioni  politiche del 2006 nella circoscrizione Lombardia, è stato membro della 13ª Commissione permanente (Territorio, ambiente, beni ambientali), membro sostituto del Comitato parlamentare per i procedimenti di accusa, segretario della Commissione parlamentare per il controllo sull'attività degli enti gestori di forme obbligatorie di previdenza e assistenza sociale.
Ricandidato alle elezioni politiche del 2008 nella lista La Sinistra l'Arcobaleno al Senato, non è eletto a causa del mancato raggiungimento della soglia di sbarramento all'8% da parte della lista. Nel 2009 abbandona Rifondazione e aderisce a Sinistra Ecologia Libertà, della quale diventerà coordinatore regionale lombardo.
Nel 2016 viene nominato Commissario unico di EXPO 2015 a Milano.